# Марта Е. Берналь
Мáрта Е. Бернáль (англ. Martha E. Bernal; 13 квітня 1931, Сан-Антоніо, Техас — 2001) — американська психологиня та феміністка, перша латиноамериканська науковиця, яка отримала ступінь доктора психологічних наук у Сполучених Штатах Америки.

## Життєпис
Народилася 13 квітня 1931 року в Сан-Антоніо, штат Техас, і виросла в Ель-Пасо (штат Техас) в сім'ї мексиканських іммігрантів. Виросла в мексиканській культурі як мексиканська американка. Спочатку батько, Енріке де Берналь, не хотів, щоб Марта продовжувала навчання, але за підтримки старшої сестри Крістіни та матері Алісії врешті поступився.
Берналь вступила до початкової школи в 1939 році і закінчила середню школу в Ель-Пасо. В школі заборонялося говорити іспанською, і вона та її сестри були відсторонені від навчання. Берналь казала, що оточення змусило її відчувати сором за свою етнічну приналежність та рідну мову.
У 1952 році Берналь здобула бакалаврський ступінь в Техаському західному коледжі, який зараз є Техаським університетом в Ель-Пасо. Потім відвідувала Сіракузький університет і закінчила магістратуру мистецтв у 1955 році. Перейшовши до університету Індіани, Берналь боролася із сексизмом. В університеті Індіани студенток не запрошували до участі зі своїми професорами у дослідницьких проєктах, професори часто сексуально домагались студенток. В дослідницьких проєктах університету брали участь лише білошкірі студенти-хлопці. Берналь була готова покинути університет Індіани, поки один з її викладачів, Гаррі Ямагучі, не переконав її здобути докторський ступінь. Берналь здобула ступінь з психології за підтримки інших викладачів: Роланда К. Девіса, Арнольда Біндера та Леона.

## Психологічні дослідження
Закінчивши докторську роботу, Берналь подала заявку на роботу на факультеті. Їй не вдалося отримати посаду викладачки, але вона отримала докторську стипендію Служби охорони здоров'я США та проводила дослідження протягом двох років. Багато роботодавців відмовляли Берналь через те, що вона була жінкою, а на той час жінок у викладанні не сприймали. Пізніше Берналь стала викладачкою в університеті Аризони в Тусоні, де провела деякі дослідження. В цей час зацікавилася принципами поведінки та методами лікування психопатології дітей, які страждають від розладів поведінки. Берналь показала, як працюють втручання у дитячу поведінку і який вони мають хороший результат. З 1964 по 1971 рік працювала в Нейропсихіатричному інституті Каліфорнійського університету в Лос-Анджелесі (UCLA), розробляючи поведінкові втручання.
Берналь отримала багато нагород Національної науково-дослідної служби від Національного інституту психічного здоров'я, а також гранти інших фондів. Потім продовжила роботу в Денверському університеті в 1971—1986 роках. Деякі з втручань включали навчання батьків. Їм надавали плани уроків, щоб допомогти з проблемами поведінки дітей. Берналь проводила часті семінари та конференції, а також почала наголошувати на важливості декількох соціальних систем, в яких дитина діяла як фактор, який слід враховувати при оцінці та лікуванні. Тим не менш деякі фахівці вважають, що її дослідження було неетичним.
Незабаром після початку досліджень психічного здоров'я меншин, Берналь стала провідною науковою співробітницею з підготовки психологів та психологинь із меншин. Вона задокументувала інформацію з журналів American Psychologist та The Counseling Psychologist про те, як мало студентів з національних меншин. Берналь була дуже відвертою, коли справа стосувалася набору та підготовки більшості етнічних меншин у галузі психології. Вона працювала над включенням конкретних організацій в АПА, які були зосереджені на етнічних питаннях. Її дослідження переконали багатьох людей в АПА створити Раду з питань етнічних меншин (Board of Ethnic Minority Affairs [Архівовано 30 квітня 2020 у Wayback Machine.]).
Берналь зробила численні внески у психологію. Вона отримала чимало нагород за розробки в галузі дитячої клінічної роботи і завдяки досвіду роботи з упередженнями суспільства в цілому, з'явилися позитивні зміни в наборі латиноамериканців у сферу психології та в лікуванні меншин у США. Вона отримала нагороду «Визначні життєві досягнення» від відділу 45 АПА. Зробила значний внесок у створення Національної іспаномовної психологічної асоціації, яка тепер називається Національною латиноамериканською психологічною асоціацією, де стала другим президентом. Одним з найбільших її досягнень є навчання та наставництво численних студентів. Берналь допомогла своїм учням розібратися з речами, з якими боролася протягом свого життя.
На її ім'я є стипендії, які допомагають студентству національних меншин, особливо жінкам, у коледжі. Марта Берналь хотіла допомогти студент(к)ам мати рівні можливості для просування в психології. Вона здобула велике визнання від людей, з якими спілкувалася, стала натхненням для багатьох своїх послідовників і послідовниць.